# Cessières
Cessières és un municipi francès situat al departament de l'Aisne i a la regió dels Alts de França. L'any 2007 tenia 437 habitants.

## Demografia

### Població
El 2007 la població de fet de Cessières era de 437 persones. Hi havia 170 famílies de les quals 32 eren unipersonals (16 homes vivint sols i 16 dones vivint soles), 67 parelles sense fills, 63 parelles amb fills i 8 famílies monoparentals amb fills.
La població ha evolucionat segons el següent gràfic:
Habitants censats

### Habitatges
El 2007 hi havia 177 habitatges, 169 eren l'habitatge principal de la família i 8 eren segones residències. 174 eren cases i 3 eren apartaments. Dels 169 habitatges principals, 146 estaven ocupats pels seus propietaris, 19 estaven llogats i ocupats pels llogaters i 4 estaven cedits a títol gratuït; 3 tenien dues cambres, 14 en tenien tres, 44 en tenien quatre i 109 en tenien cinc o més. 138 habitatges disposaven pel capbaix d'una plaça de pàrquing. A 58 habitatges hi havia un automòbil i a 101 n'hi havia dos o més.

### Piràmide de població
La piràmide de població per edats i sexe el 2009 era:
| Homes | Edats   | Dones |
| ----- | ------- | ----- |
| 0     | 95 o +  | 0     |
| 0     | 90 a 94 | 4     |
| 4     | 85 a 89 | 0     |
| 0     | 80 a 84 | 0     |
| 4     | 75 a 79 | 8     |
| 8     | 70 a 74 | 4     |
| 8     | 65 a 69 | 12    |
| 4     | 60 a 64 | 4     |
| 4     | 55 a 59 | 0     |
| 16    | 50 a 54 | 24    |
| 24    | 45 a 49 | 20    |
| 28    | 40 a 44 | 40    |
| 12    | 35 a 39 | 8     |
| 12    | 30 a 34 | 8     |
| 4     | 25 a 29 | 8     |
| 16    | 20 a 24 | 8     |
| 16    | 15 a 19 | 40    |
| 32    | 10 a 14 | 24    |
| 12    | 5 a 9   | 4     |
| 8     | 0 a 4   | 12    |

## Economia
El 2007 la població en edat de treballar era de 311 persones, 225 eren actives i 86 eren inactives. De les 225 persones actives 218 estaven ocupades (113 homes i 105 dones) i 7 estaven aturades (5 homes i 2 dones). De les 86 persones inactives 27 estaven jubilades, 29 estaven estudiant i 30 estaven classificades com a «altres inactius».

### Ingressos
El 2009 a Cessières hi havia 170 unitats fiscals que integraven 437,5 persones, la mediana anual d'ingressos fiscals per persona era de 21.638 €.

### Activitats econòmiques
Dels 11 establiments que hi havia el 2007, 5 eren d'empreses de construcció, 1 d'una empresa de transport, 2 d'empreses d'hostatgeria i restauració, 1 d'una empresa immobiliària i 2 d'empreses classificades com a «altres activitats de serveis».
Dels 9 establiments de servei als particulars que hi havia el 2009, 1 era un guixaire pintor, 2 fusteries, 1 electricista, 1 empresa de construcció, 1 perruqueria, 2 restaurants i 1 agència immobiliària.
L'any 2000 a Cessières hi havia 6 explotacions agrícoles.

## Equipaments sanitaris i escolars
El 2009 hi havia una escola elemental integrada dins d'un grup escolar amb les comunes properes formant una escola dispersa.

## Poblacions més properes
El següent diagrama mostra les poblacions més properes.